# Porno for Pyros (альбом)
Porno for Pyros — дебютный студийный альбом группы Porno for Pyros, которую образовали Перри Фаррел и Стефен Перкинс после распада Jane's Addiction, вышедший в 1993 году.

## Об альбоме
Диск включает в себя песню Pets, которая достигла первой строчки в чарте Modern Rock Tracks.

## Список композиций
Все песни написаны группой Porno for Pyros
1. «Sadness» — 2:33
2. «Porno for Pyros» — 3:06
3. «Meija» — 3:13
4. «Cursed Female» — 3:24
5. «Cursed Male» — 3:50
6. «Pets» — 3:36
7. «Bad Shit» — 2:58
8. «Packin' .25» — 4:08
9. «Black Girlfriend» — 4:33
10. «Blood Rag» — 3:29
11. «Orgasm» — 4:27

## Позиции в чартах
Альбом — Billboard (Северная Америка)
| Год  | Чарт              | Высшая позиция |
| ---- | ----------------- | -------------- |
| 1993 | The Billboard 200 | 3              |

Синглы — Billboard (Северная Америка)
| Год  | Сингл           | Чарт                   | Высшая позиция |
| ---- | --------------- | ---------------------- | -------------- |
| 1993 | «Cursed Female» | Modern Rock Tracks     | 3              |
| 1993 | «Pets»          | Mainstream Rock Tracks | 25             |
| 1993 | «Pets»          | Modern Rock Tracks     | 1              |
| 1993 | «Pets»          | The Billboard Hot 100  | 67             |

## Участники записи
- Перри Фаррел — вокал, продюсер, художественная работа
- Петер Ди Стефано — гитара
- Мартин Ленобл — бас-гитара
- Стефен Перкинс — перкуссия, барабаны
- Chris Bellman — мастеринг альбома
- Barrie Goshko — надписи логотипов
- Bill Hofstadter — художественная работа, фотографии
- Matt Hyde — продюсер, инженер, миксующий инженер
- Cecil Juanarena — изображения
- Tom Recchion — художественный руководитель, дизайн
- Rob Seifert — инженер
- Damian Wagner — помощник инженера